# Faluvégi Dorottya
Faluvégi Dorottya (Budapest, 1998. március 31. –) (becenevén : Csibe, Csibi) Európa-bajnoki bronzérmes, junior világbajnok, magyar válogatott kézilabdázó, jobbszélső, jelenleg a német Bundesligában szereplő HB Ludwigsburg játékosa.

## Pályafutása

### Klubcsapatokban
Az NB1-ben a 2014–2015-ös szezonban kapott először néhány mérkőzésen csereként lehetőséget, abban a szezonban elsősorban a Ferencváros második csapatában a másodosztályban, illetve az NB1-es junior bajnokságban játszott. Első nemzetközi gólját 2014. november 22-én szerezte a szerb Zsork Jagodina ellen vívott Kupagyőztesek Európa-kupája mérkőzésen.
Mivel a Ferencvárosban a két jobbszélső – Kovacsicz Mónika és Lukács Viktória – mögött kevés játéklehetőséghez jutott volna, a 2015–2016-os szezont kölcsönben az első osztályban szereplő MTK-nál töltötte. Kovacsicz visszavonulása után a 2016–2017-es bajnokságtól csatlakozott újra a Ferencváros keretéhez, amellyel ezután a Bajnokok Ligájában is szerepelhetett. 2017-ben a magyar bajnoki ezüstérem mellett első Magyar kupa-győzelmét is ünnepelhette.
2019 januárjában bejelentették, hogy Faluvégi a 2019-2020-as szezontól a Győri Audi ETO játékosa lesz.
2021 szeptemberében a Vasas elleni bajnoki mérkőzésen eltört a bal gyűrűsujja, amit műteni is kellett.
Négy szezont töltött a Győrnél, ez idő alatt egyszer nyert bajnoki címet, kétszer pedig kupagyőzelmet ünnepelhetett a Rába-partiakkal, akikkel Bajnok Ligája ezüst- és bronzérmes is volt. Az ETO-ban 114 tétmérkőzésen 251 gólt szerzett.
2023 nyarán a német élvonalbeli SG BBM Bietigheim játékosa lett. Első szezonjában veretlenül német bajnok és német kupa ezüst érmes lett. Még ugyanebben az idényben bejutott csapatával a Bajnokok Ligája négyes döntőjébe, ahol ezüstérmet szerzett. A második szezonját német szuperkupa győzelemmel kezdte, amiből egy lőtt góllal vette ki a részét. 

### A válogatottban
Tagja volt a 2015-ben a junior Európa-bajnokságon elődöntős, negyedik helyezett magyar válogatottnak, ahol hét mérkőzésen 18 gólt szerzett, valamint a 2017-es junior Európa-bajnokságon negyedik helyezett csapatnak is.
Kim Rasmussen, a 2016 nyarán kinevezett új felnőtt szövetségi kapitány már az első általa irányított edzésre meghívta Faluvégit. Részt vett a hazai rendezésű 2018-as junior női kézilabda-világbajnokságon, amelyen a magyar válogatott csapatával aranyérmet szerzett és bekerült az All Star-csapatba is. Tagja volt a 2019-es világbajnokságra utazó 18 fős keretnek. Részt vett a 2020-as Európa-bajnokságon is. A 2024-es Európa-bajnokságon a magyar válogatott 12 év után újból bronzérmet szerzett a kontinenstornán, amelynek ő is tagja volt.

## Magánélete
Bátyja, Faluvégi Rudolf válogatott kézilabdázó.
2020-ban a Budapesti Műszaki és Gazdaságtudományi Egyetemen  diplomázott.
2022 nyarán ment férjhez akkori párjához, Markus Kimmelhez.

## Sikerei
- Magyar bajnokság győztes: 2015, 2022, 2023
  - Ezüstérmese: 2017, 2018, 2019, 2021
- Magyar kupa győztes: 2017, 2021
  - Ezüstérmes: 2015, 2019, 2022, 2023
- Bajnokok Ligája:
  - Ezüstérmes: 2022, 2024
  - Bronzérmes: 2021, 2023
- Német bajnokság 
  - győztes: 2024, 2025
- Német kupa:
  - Ezüstérmes: 2024
- Német szuperkupa 
  - győztes:2024